# Marie-Christine Schrijenová
Marie-Christine Schrijenová (nepřechýleně Marie-Christine Schrijen; 1941 – 17. října 2024) byla francouzská fotografka belgického původu. 

## Životopis
Schrijenová se narodila v Etterbeeku v roce 1941 a v roce 1951 získala francouzské občanství. Studovala literaturu v Rabatu na Lycée agricole de Témara a stala se členkou Association Internationale de la Critique Littéraire. Uspořádala širokou škálu samostatných výstav, včetně výstav Photofolies(fr) v roce 2011, která se konala v Onet-le-Château.
Schrijenová zemřela v Nîmes dne 17. října 2024.